# Jens Hirschberg
Jens Hirschberg (né le 6 mai 1964) est un athlète allemand, spécialiste du saut en longueur. 

## Biographie

### Palmarès
| Date | Compétition           | Lieu | Résultat | Épreuve          | Performance |
| ---- | --------------------- | ---- | -------- | ---------------- | ----------- |
| 1987 | Championnats du monde | Rome | 5e       | Saut en longueur | 8,16 m      |

### Records
| Épreuve          | Performance | Lieu | Date             |
| ---------------- | ----------- | ---- | ---------------- |
| Saut en longueur | 8,16 m      | Rome | 5 septembre 1987 |